# Championnats des quatre continents de patinage artistique 2006
Navigation
Édition précédente Édition suivante
Les championnats des quatre continents 2006 ont lieu du 25 au 28 janvier 2006 à la World Arena de Colorado Springs aux États-Unis.

## Qualifications
Les patineurs sont éligibles à l'épreuve s'ils représentent une nation non européenne membre de l'Union internationale de patinage (International Skating Union en anglais) et s'ils ont atteint l'âge de 15 ans avant le 1er juillet 2005 dans leur pays de naissance. La compétition correspondante pour les patineurs européens est le championnat d'Europe 2006. Les fédérations nationales sélectionnent leurs patineurs en fonction de leurs propres critères, mais l'Union internationale de patinage exige un score minimum d'éléments techniques (Technical Elements Score en anglais) lors d'une compétition internationale avant les championnats des Quatre Continents.
Chaque nation membre qualifiée peut avoir jusqu'à trois inscriptions par discipline, sans tenir compte des résultats de la saison précédente.
En danse sur glace, la danse imposée est le Tango Romantica.

## Podiums
| Épreuves                            | Or                              | Argent                                   | Bronze                        |
| ----------------------------------- | ------------------------------- | ---------------------------------------- | ----------------------------- |
| Messieurs résultats détaillés       | Nobunari Oda                    | Christopher Mabee                        | Matthew Savoie                |
| Dames résultats détaillés           | Katy Taylor                     | Yukari Nakano                            | Beatrisa Liang                |
| Couples résultats détaillés         | Rena Inoue / John Baldwin       | Utako Wakamatsu / Jean-Sébastien Fecteau | Elizabeth Putnam / Sean Wirtz |
| Danse sur glace résultats détaillés | Tanith Belbin / Benjamin Agosto | Morgan Matthews / Maxim Zavozin          | Tessa Virtue / Scott Moir     |

## Tableau des médailles
| Rang  | Nation     | Or | Argent | Bronze | Total |
| ----- | ---------- | -- | ------ | ------ | ----- |
| 1     | États-Unis | 3  | 1      | 2      | 6     |
| 2     | Japon      | 1  | 1      | 0      | 2     |
| 3     | Canada     | 0  | 2      | 2      | 4     |
| Total | Total      | 4  | 4      | 4      | 12    |

## Détails des compétitions

### Messieurs
| Rang | Nom                 | Nation           | Points | Programme court | Programme court | Programme libre | Programme libre |
| ---- | ------------------- | ---------------- | ------ | --------------- | --------------- | --------------- | --------------- |
| 1    | Nobunari Oda        | Japon            | 201.69 | 1               | 77.29           | 2               | 124.40          |
| 2    | Christopher Mabee   | Canada           | 198.69 | 3               | 68.13           | 1               | 130.56          |
| 3    | Matthew Savoie      | États-Unis       | 190.15 | 2               | 75.64           | 6               | 114.51          |
| 4    | Marc Andre Craig    | Canada           | 186.12 | 4               | 65.62           | 4               | 120.50          |
| 5    | Scott Smith         | États-Unis       | 185.25 | 6               | 61.84           | 3               | 123.41          |
| 6    | Kensuke Nakaniwa    | Japon            | 177.19 | 5               | 63.29           | 7               | 113.90          |
| 7    | Yasuharu Nanri      | Japon            | 172.82 | 10              | 57.40           | 5               | 115.42          |
| 8    | Ma Xiaodong         | Chine            | 172.11 | 8               | 59.86           | 9               | 112.25          |
| 9    | Michael Weiss       | États-Unis       | 171.22 | 9               | 58.89           | 8               | 112.33          |
| 10   | Wu Jialiang         | Chine            | 164.64 | 7               | 60.76           | 11              | 103.88          |
| 11   | Nicholas Young      | Canada           | 162.30 | 11              | 63.58           | 10              | 108.72          |
| 12   | Sean Carlow         | Australie        | 136.68 | 12              | 48.70           | 12              | 87.98           |
| 13   | Song Lun            | Chine            | 127.69 | 13              | 47.37           | 13              | 80.32           |
| 14   | Michael Novales     | Philippines      | 118.94 | 14              | 44.46           | 14              | 74.48           |
| 15   | Bradley Santer      | Australie        | 112.62 | 15              | 42.62           | 15              | 70.00           |
| 16   | Justin Pietersen    | Afrique du Sud   | 105.38 | 16              | 38.58           | 17              | 66.80           |
| 17   | Luis Hernandez      | Mexique          | 102.28 | 19              | 34.12           | 16              | 68.16           |
| 18   | Tristan Thode       | Nouvelle-Zélande | 101.91 | 17              | 36.06           | 18              | 65.85           |
| 19   | Humberto Contreras  | Mexique          | 98.81  | 18              | 35.59           | 19              | 63.22           |
| 20   | Miguel Angel Moyron | Mexique          | 96.40  | 21              | 33.54           | 20              | 62.86           |
| 21   | Joel Watson         | Nouvelle-Zélande | 91.64  | 22              | 31.24           | 22              | 60.40           |
| 22   | Robert McNamara     | Australie        | 91.61  | 23              | 30.10           | 21              | 61.51           |
| 23   | Gareth Echardt      | Afrique du Sud   | 87.83  | 20              | 33.60           | 23              | 54.23           |
| 24   | Konrad Giering      | Afrique du Sud   | 72.39  | 24              | 21.48           | 24              | 50.91           |

### Dames
| Rang                                          | Nom                     | Nation         | Points | Programme court | Programme court | Programme libre | Programme libre |
| --------------------------------------------- | ----------------------- | -------------- | ------ | --------------- | --------------- | --------------- | --------------- |
| 1                                             | Katy Taylor             | États-Unis     | 164.05 | 2               | 57.26           | 2               | 106.79          |
| 2                                             | Yukari Nakano           | Japon          | 161.49 | 3               | 53.53           | 1               | 107.96          |
| 3                                             | Beatrisa Liang          | États-Unis     | 159.91 | 1               | 61.04           | 3               | 98.87           |
| 4                                             | Lesley Hawker           | Canada         | 145.94 | 6               | 48.91           | 4               | 97.03           |
| 5                                             | Meagan Duhamel          | Canada         | 145.28 | 5               | 50.98           | 6               | 94.30           |
| 6                                             | Mai Asada               | Japon          | 141.65 | 4               | 52.13           | 7               | 89.52           |
| 7                                             | Liu Yan                 | Chine          | 138.55 | 10              | 43.78           | 5               | 94.77           |
| 8                                             | Joanne Carter           | Australie      | 133.97 | 8               | 47.19           | 9               | 86.78           |
| 9                                             | Akiko Kitamura          | Japon          | 132.04 | 11              | 43.56           | 8               | 88.48           |
| 10                                            | Christine Zukowski      | États-Unis     | 131.42 | 9               | 46.43           | 10              | 84.99           |
| 11                                            | Amélie Lacoste          | Canada         | 127.29 | 7               | 47.96           | 11              | 79.33           |
| 12                                            | Miriam Manzano          | Australie      | 114.37 | 14              | 38.78           | 13              | 75.59           |
| 13                                            | Choi Ji-eun             | Corée du Sud   | 112.42 | 17              | 34.09           | 12              | 78.33           |
| 14                                            | Kim Chae-hwa            | Corée du Sud   | 112.00 | 12              | 42.37           | 14              | 69.63           |
| 15                                            | Fang Dan                | Chine          | 105.67 | 13              | 39.23           | 15              | 66.44           |
| 16                                            | Michelle Cantu          | Mexique        | 99.07  | 15              | 37.10           | 18              | 61.97           |
| 17                                            | Shin Yea-ji             | Corée du Sud   | 92.36  | 16              | 36.96           | 19              | 55.40           |
| 18                                            | Ana Cecilia Cantu       | Mexique        | 92.22  | 20              | 29.33           | 16              | 62.89           |
| 19                                            | Tammy Sutan             | Thaïlande      | 90.80  | 21              | 28.72           | 17              | 62.08           |
| 20                                            | Emily Naphtal           | Mexique        | 82.55  | 18              | 30.74           | 21              | 51.81           |
| 21                                            | Diane Chen              | Taipei chinois | 80.61  | 22              | 27.16           | 20              | 53.45           |
| 22                                            | Laura Downing           | Australie      | 73.42  | 23              | 25.64           | 22              | 47.78           |
| 23                                            | Megan Allely            | Afrique du Sud | 64.23  | 24              | 22.59           | 23              | 41.64           |
| Abandon                                       | Anastasia Gimazetdinova | Ouzbékistan    |        | 19              | 29.92           |                 |                 |
| Patineuses éliminées après le programme court |                         |                |        |                 |                 |                 |                 |
| 25                                            | Teresa Lin              | Taipei chinois |        | 25              | 21.48           | NC              | NC              |
| 26                                            | Lauren Henry            | Afrique du Sud |        | 26              | 20.14           | NC              | NC              |

### Couples
| Rang | Nom                                      | Nation      | Points | Programme court | Programme court | Programme libre | Programme libre |
| ---- | ---------------------------------------- | ----------- | ------ | --------------- | --------------- | --------------- | --------------- |
| 1    | Rena Inoue / John Baldwin                | États-Unis  | 168.89 | 1               | 57.51           | 1               | 111.38          |
| 2    | Utako Wakamatsu / Jean-Sébastien Fecteau | Canada      | 156.93 | 2               | 53.80           | 2               | 103.13          |
| 3    | Elizabeth Putnam / Sean Wirtz            | Canada      | 149.56 | 6               | 49.11           | 3               | 100.45          |
| 4    | Marcy Hinzmann / Aaron Parchem           | États-Unis  | 148.90 | 3               | 51.04           | 4               | 97.86           |
| 5    | Katie Orscher / Garrett Lucash           | États-Unis  | 145.90 | 5               | 49.77           | 5               | 96.13           |
| 6    | Anabelle Langlois / Cody Hay             | Canada      | 143.22 | 4               | 50.98           | 6               | 92.24           |
| 7    | Li Jiaqi / Xu Jiankun                    | Chine       | 138.87 | 7               | 46.96           | 7               | 91.91           |
| 8    | Marina Aganina / Artem Knyazev           | Ouzbékistan | 123.60 | 8               | 45.41           | 8               | 78.19           |
| 9    | Emma Brien / Stuart Beckingham           | Australie   | 101.51 | 9               | 34.94           | 9               | 66.57           |

### Danse sur glace
| Rang | Nom                               | Nation       | Points | Danse imposée | Danse imposée | Danse originale | Danse originale | Danse libre | Danse libre |
| ---- | --------------------------------- | ------------ | ------ | ------------- | ------------- | --------------- | --------------- | ----------- | ----------- |
| 1    | Tanith Belbin / Benjamin Agosto   | États-Unis   | 199.73 | 1             | 38.23         | 1               | 59.28           | 1           | 102.22      |
| 2    | Morgan Matthews / Maxim Zavozin   | États-Unis   | 171.69 | 2             | 31.17         | 2               | 52.56           | 2           | 87.96       |
| 3    | Tessa Virtue / Scott Moir         | Canada       | 168.66 | 3             | 30.79         | 3               | 52.50           | 3           | 85.37       |
| 4    | Chantal Lefebvre / Arseni Markov  | Canada       | 161.97 | 4             | 30.66         | 4               | 48.94           | 4           | 82.37       |
| 5    | Mylène Girard / Bradley Yaeger    | Canada       | 152.29 | 6             | 27.30         | 5               | 45.55           | 5           | 79.44       |
| 6    | Jamie Silverstein / Ryan O'Meara  | États-Unis   | 150.76 | 5             | 29.98         | 6               | 45.38           | 7           | 75.40       |
| 7    | Yu Xiaoyang / Wang Chen           | Chine        | 144.12 | 9             | 25.51         | 7               | 43.16           | 6           | 75.45       |
| 8    | Nakako Tsuzuki / Kenji Miyamoto   | Japon        | 139.08 | 7             | 25.78         | 9               | 42.25           | 8           | 71.05       |
| 9    | Laura Munana / Luke Munana        | Mexique      | 137.47 | 10            | 24.73         | 8               | 42.55           | 9           | 70.39       |
| 10   | Huang Xintong / Zheng Xun         | Chine        | 132.19 | 12            | 22.84         | 10              | 39.45           | 10          | 69.90       |
| 11   | Olga Akimova / Alexander Shakalov | Ouzbékistan  | 125.13 | 8             | 25.72         | 12              | 35.82           | 11          | 63.59       |
| 12   | Natalie Buck / Trent Nelson-Bond  | Australie    | 121.78 | 11            | 23.85         | 11              | 37.58           | 12          | 60.35       |
| 13   | Alisa Allapach / Peter Kongkasem  | Thaïlande    | 113.20 | 13            | 20.61         | 13              | 34.33           | 13          | 58.26       |
| 14   | Maria Borounov / Evgeni Borounov  | Australie    | 95.22  | 15            | 18.18         | 14              | 26.23           | 15          | 50.81       |
| 15   | Kim Hye-min / Kim Min-woo         | Corée du Sud | 93.93  | 14            | 20.54         | 15              | 22.54           | 14          | 50.85       |